# (4894) Ask
(4894) Ask (1986 RJ) – planetoida z grupy pasa głównego asteroid okrążająca Słońce w ciągu 3,21 lat w średniej odległości 2,17 j.a. Odkryta 8 września 1986 roku.